# Греческое православное кладбище (Шишли)
Греческое православное кладбище (тур. Şişli Rum Ortodoks Mezarlığı) — греческий православный некрополь в Стамбуле, в Турции.
Кладбище расположено в стамбульском районе Шишли (станция метро «Шишли Меджидийкой»), рядом с торговым комплексом «Джевахир».

## История
Кладбище было основано в 1859 году для погребения членов греческой православной общины Константинополя (Стамбула), а в настоящее время используется также для захоронений умерших христиан других национальностей.
В 1888 году на кладбище была построена церковь в честь Преображения Господня. В закладном камне указано, что храм «воздвигнут сыновьями Стефановик-Скилицис в память о родителях».
В сентябре 1955 года, во время «стамбульского погрома» кладбище было осквернено вандалами.
Общая площадь некрополя составляет 21 гектар (0,21 км²), а число захоронений превышает 85 тысяч. Еженедельно совершается 3-4 новых захоронения.

## Мемориальные захоронения
- Красносельцев, Николай Фомич (1845—1898) — профессор, российский историк церкви и археолог.
- Серафим (Палайда) (1895—1955) — архимандрит Русской православной церкви заграницей.
- Эфтим I (1884—1968) — папа и первоиерарх Турецкой православной церкви.